# Веселовка (Фёдоровский район)
Веселовка (баш. Веселовка) — деревня в Федоровском районе Башкортостана, относится к Денискинскому сельсовету.

## Население
| 2002 | 2009 | 2010 |
| ---- | ---- | ---- |
| 226  | →226 | ↗233 |

## Известные уроженцы
- Пантелькин, Анатолий Александрович (15 сентября 1919 года — 14 марта 1945 года) — командир эскадрильи 116-го истребительного авиационного полка 295-й истребительной авиационной дивизии 17-й воздушной армии 3-го Украинского фронта, капитан, Герой Советского Союза.

## Географическое положение
Расстояние до:
- районного центра (Фёдоровка): 28 км,
- центра сельсовета (Денискино): 4 км,
- ближайшей ж/д станции (Мелеуз): 87 км.